# Половинник
Половинник — деревня в Будогощском городском поселении Киришского района Ленинградской области.

## История
На карте Петроградской и Новгородской губерний 1915 года деревня Половинник отсутствует.

Деревня Половинник на карте 1932 года

Согласно карте Ленинградской области Северо-западного аэрогеодезического треста ГГУ издания 1932 года деревня Половинник насчитывала 6 крестьянских дворов.
По данным 1933 года в состав Лашинского сельсовета Киришского района входили: деревня Половинник и выселок Половинник.
Согласно переписи населения СССР 1939 года на хуторе Половинник проживали 17 мужчин и 25 женщин; на хуторе Павлово — 12 мужчин и 18 женщин. В 1939 году эти хутора были сведены во вновь организованный посёлок Половинник с общим количеством населения 72 человека. В посёлке был организован колхоз Половинник.
По данным 1966 года деревня Половинник входила в состав Званковского сельсовета.
По данным 1973 и 1990 годов деревня Половинник входила в состав Будогощского сельсовета.
В 1997 году в деревне Половинник Будогощской волости проживали 20 человек, в 2002 году — 12 (русские — 92 %).
В 2007 году в деревне Половинник Будогощского ГП проживали 11 человек, в 2010 году — 19.

## География
Деревня расположена в юго-восточной части района на автодороге 41К-547 (Будогощь — Половинник).
Расстояние до административного центра поселения — 20 км.
Деревня находится близ железнодорожной линии Будогощь — Сонково. Расстояние до железнодорожной платформы Горятино — 2 км.
Через деревню протекает ручей Половинник.

## Демография
| 1997 | 2002 | 2007 | 2010 | 2017 |
| ---- | ---- | ---- | ---- | ---- |
| 20   | ↘12  | ↘11  | ↗19  | ↘11  |

### Национальный состав
Согласно данным Всероссийской переписи населения 2021 года в деревне проживали 15 человек, все русские.

## Улицы
Центральная.